# 尼塞福尔·索格洛
尼塞福尔·迪厄多內·索格洛（法語：。1934年11月29日生，贝宁共和国政治人物。

## 经历
索格洛于1990年至1991年期間，以反对派领袖身份擔任贝宁总理，1991年击败前任总统克雷库，成为政治全面民主化后的首任贝宁总统，直至1996年连任失败下台。2003年至2013年，索格洛又擔任了贝宁經濟首都科托努市市長。2020年9月2日，索格洛以健康原因宣布永久退出政坛。

## 外部連結
- Lebenslauf（französisch）